# Eleocharis yecorensis
Eleocharis yecorensis är en halvgräsart som beskrevs av Roalson. Eleocharis yecorensis ingår i släktet småsäv, och familjen halvgräs. Inga underarter finns listade i Catalogue of Life.